# 유병 (건양후)
유병(劉並, ? ~ ?)은 전한 말기의 제후로, 노효왕의 증손이다.

## 행적
아버지 유패의 뒤를 이어 건양후(建陽侯)에 봉해졌으나, 전한이 멸망하여 작위가 박탈되었다.

## 출전
- 반고, 《한서》 권15하 왕자후표 下

| 선대 아버지 건양효후 유패 | 전한의 건양후 ? ~ 8년 | 후대 (전한 멸망) |